# Masullas
Masullas es una localidad italiana de la provincia de Oristán, región de Cerdeña,  con 1.160 habitantes.

## Evolución demográfica
| Gráfica de evolución demográfica de Masullas entre 1861 y 2001 |
|                                                                |
| Fuente ISTAT - elaboración gráfica de Wikipedia                |